# 무라타 도마
무라타 도마(일본어: 村田 透馬, 2000년 7월 22일~)는 일본의 축구 선수이다.

## 구단 경력
그는 2018년 J2리그의 FC 기후에 입단했다. 2019년후 J3리그에 강등했다. 2023년까지 94경기에 출전하여, 7득점을 넣었다. 2024년 J2리그의 요코하마 FC로 이적했다. 2024년 J2리그 준우승으로 J1리그로 승격했다.